# 自由大马路

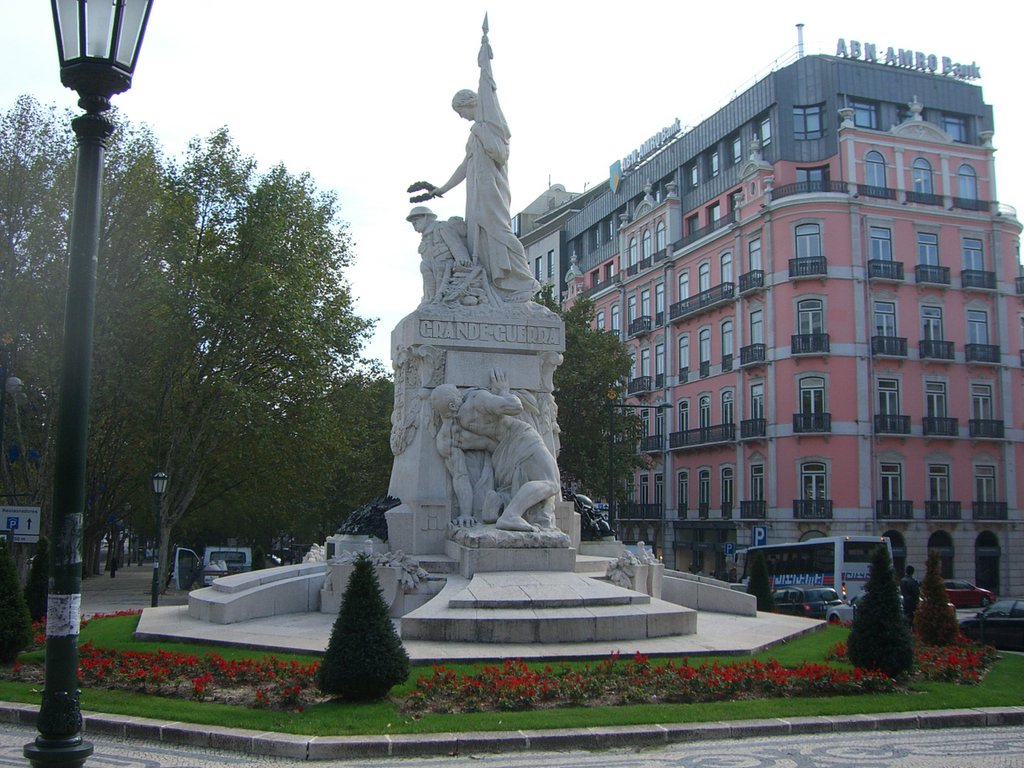
第一次世界大战阵亡纪念碑

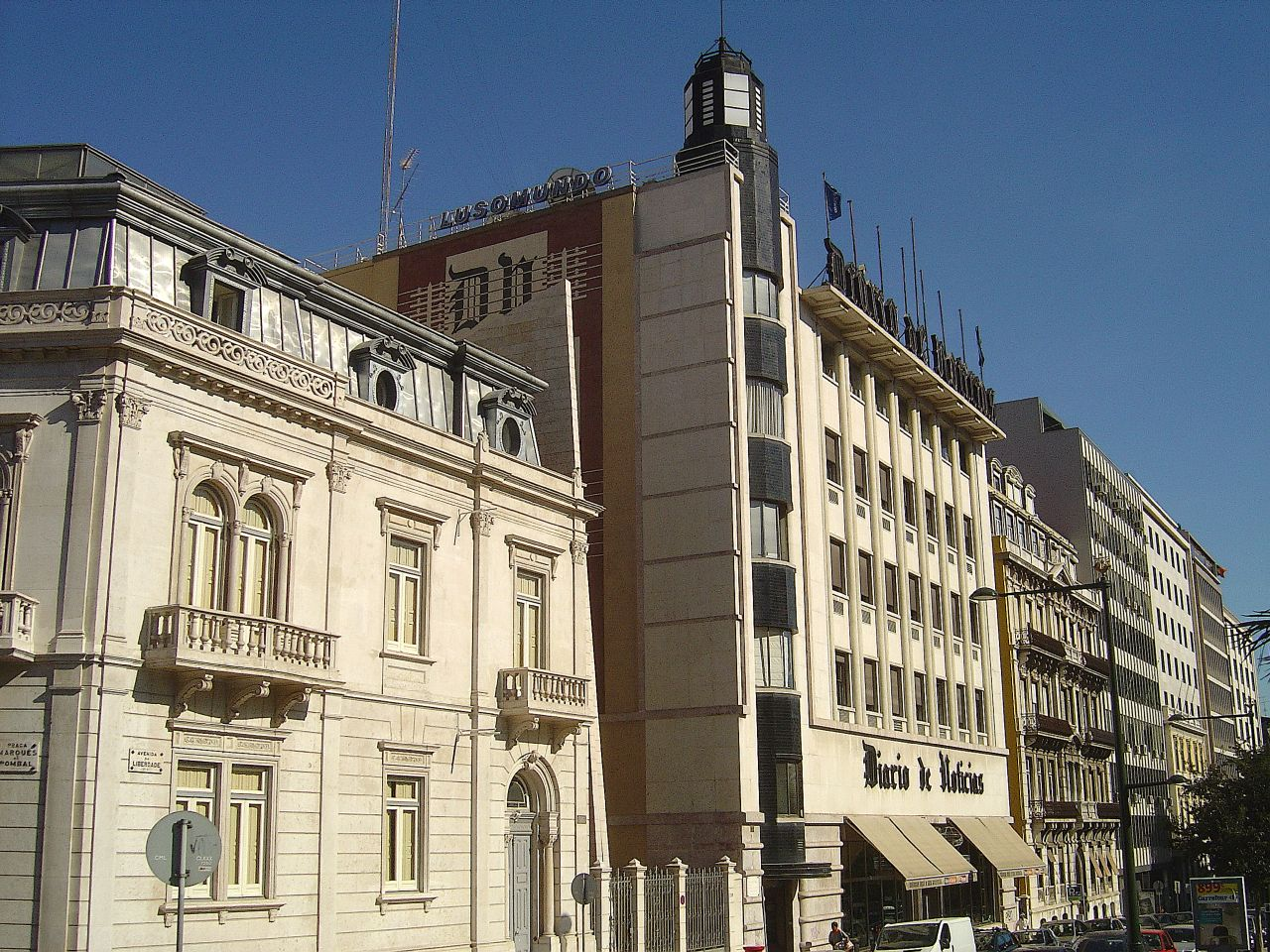
马路上的建筑

自由大马路（葡萄牙語：Avenida da Liberdade）是葡萄牙首都里斯本市中心的一条重要街道，是宽达90米的林荫大道，10车道，带有花园。两端分别是光复广场与庞巴尔侯爵广场。
自由大马路和光复广场的起源，是1764年一个公园（Passeio Público）的开幕，由庞巴尔下城的建筑师雷纳尔多·曼努埃尔设计。最初公园由高墙环绕，在19世纪30年代和40年代，建筑师马拉基亚斯·费雷拉·莱亚尔改建公园，对植物以及喷泉，瀑布和雕像进行新的安排。大道上代表塔霍河和斗羅河的寓言雕像也是这时竖立。 
经过多次讨论和争论，这条大道修建于1879年到1886年，模仿巴黎的林荫大道。它的开辟是城市向北扩张的里程碑，很快成为上层阶级的首选居住地。
最近数十年来，大道两侧许多原来的建筑已经被高层办公楼和酒店所取代。如今它拥有几个反映19世纪末到21世纪葡萄牙建筑的有趣建筑。它的人行道和圆环，都铺设传统的葡式碎石路，装饰着许多重要人物的纪念碑和雕像，包括阿尔梅达·加勒特、亚历山大·埃尔库拉诺等人。大型的第一次世界大战阵亡纪念碑于1931年竖立，是雷贝洛·德·安拉德和马克西米亚诺·阿尔维斯的作品。 
这条大道风景优美，酒店，商店，剧院和建筑使之成为城市的重要旅游景点。

## 交通
沿着这条大道有3个地铁车站：
- 光复站（Restauradores） （蓝线），在大马路东南端
- 大马路站（Avenida） （蓝线），在大马路中段
- 庞巴尔侯爵站（Marquês de Pombal （页面存档备份，存于）） （黄线），在大马路西北端